# Добрецова, Наталья Сергеевна
Ната́лья Серге́евна Добрецо́ва (род. 3 июня 1938, Смоленск) — российская арфистка, заслуженная артистка Российской Федерации.

## Биография
Детство Натальи Добрецовой пришлось на период Великой Отечественной войны. Она вместе с семьей была в эвакуации под Куйбышевым. После окончания войны семья переехала в Харьков и Наталья Добрецова там стала заниматься музыкой в 1948 году. Для начала занятий на скрипке или фортепиано она была уже слишком взрослой, поэтому было решено начать обучение игре на арфе. Наталья Добрецова ездила заниматься домой к своей учительнице, А. Я. Гельрот. До сих пор, арфистка считает, что именно этот первый преподаватель заложил прочный фундамент для её музыкального воспитания. В 1952 году Наталья Добрецова переехала в Ленинград и стала посещать музыкальную школу при Ленинградской консерватории. Она занималась в классе Ирины Викторовны Шипулиной. Затем поступила в Ленинградскую консерваторию им. Н. А. Римского-Корсакова, занималась в классе доцента Лидии Александровны Гордзевич.
В 1961 году стала выпускником Ленинградской государственной консерватории, квалификация — солист оркестра, педагог и камерный исполнитель. После окончания учёбы переехала в Ростов-на-Дону и стала работать в штате Ростовского филармонического оркестра. Также играла в оркестрах Еревана, Волгограда, Кисловодска. Она преподавала в музыкальных школах города и музыкальном училище. Стала работать преподавателем Ростовской консерватории по классу арфы.
С 1975 года — доцент кафедры струнных инструментов Ростовской Государственной Консерватории им. С. В. Рахманинова. Преподает педагогическую практику, специальный инструмент, изучение концертного репертуара, работу над инструктивным материалом. Педагогический стаж составляет 42 года.
Наталье Добрецовой было присвоено звание заслуженной артистки Российской Федерации в 1996 году.
Среди учениц Натальи Добрецовой — Алла Яшнева, член Американского общества арфистов и Ирина Негадова, выпускница аспирантуры РАМ им. Гнесиных.
Внучка Натальи Добрецовой учится в Ростовской консерватории по классу флейты, внук — в Ростовском училище искусств по классу кларнета.